# Lathyrus polymorphus
Lathyrus polymorphus är en ärtväxtart som beskrevs av Thomas Nuttall. Lathyrus polymorphus ingår i släktet vialer, och familjen ärtväxter.

## Underarter
Arten delas in i följande underarter:
- L. p. incanus
- L. p. polymorphus